# Tara Canton
Tara Canton, född i Hutt Valley, är en nyzeeländsk skådespelare och sångare.
Canton är bland annat utbildad vid New Zealand Drama School där hon examinerades 2023. Samma år slog hon igenom som skådespelare i Den som bär skuld där hon spelade Grace MacKenzi, en av seriens huvudroller. I serien A Remarkable Place to Die spelar hon den återkommande karaktären Lynne.

## Filmografi (i urval)
- 2023 – Den som bär skuld (TV-serie)
- 2024 – A Remarkable Place to Die (TV-serie)
- 2025 – Big Girls Don't Cry